# کوئیننکو
کوئیننکو (انگلیسی: Quiñenco) شرکت هلدینگ شیلیایی است، که در سال ۱۹۵۷ تأسیس شد.